# Cávado (rivière)
Pour les articles homonymes, voir Cávado (homonymie).
Le Cávado est un fleuve portugais prenant sa source à la Serra do Larouco à une altitude d'environ 1 520 m[réf. souhaitée], en passant par les concelhos de Montalegre, Terras de Bouro, Vieira do Minho, Amares, Póvoa de Lanhoso, Vila de Prado, Braga, Barcelos, Esposende  et se jette dans l'océan Atlantique après un voyage de 135 km[réf. souhaitée].

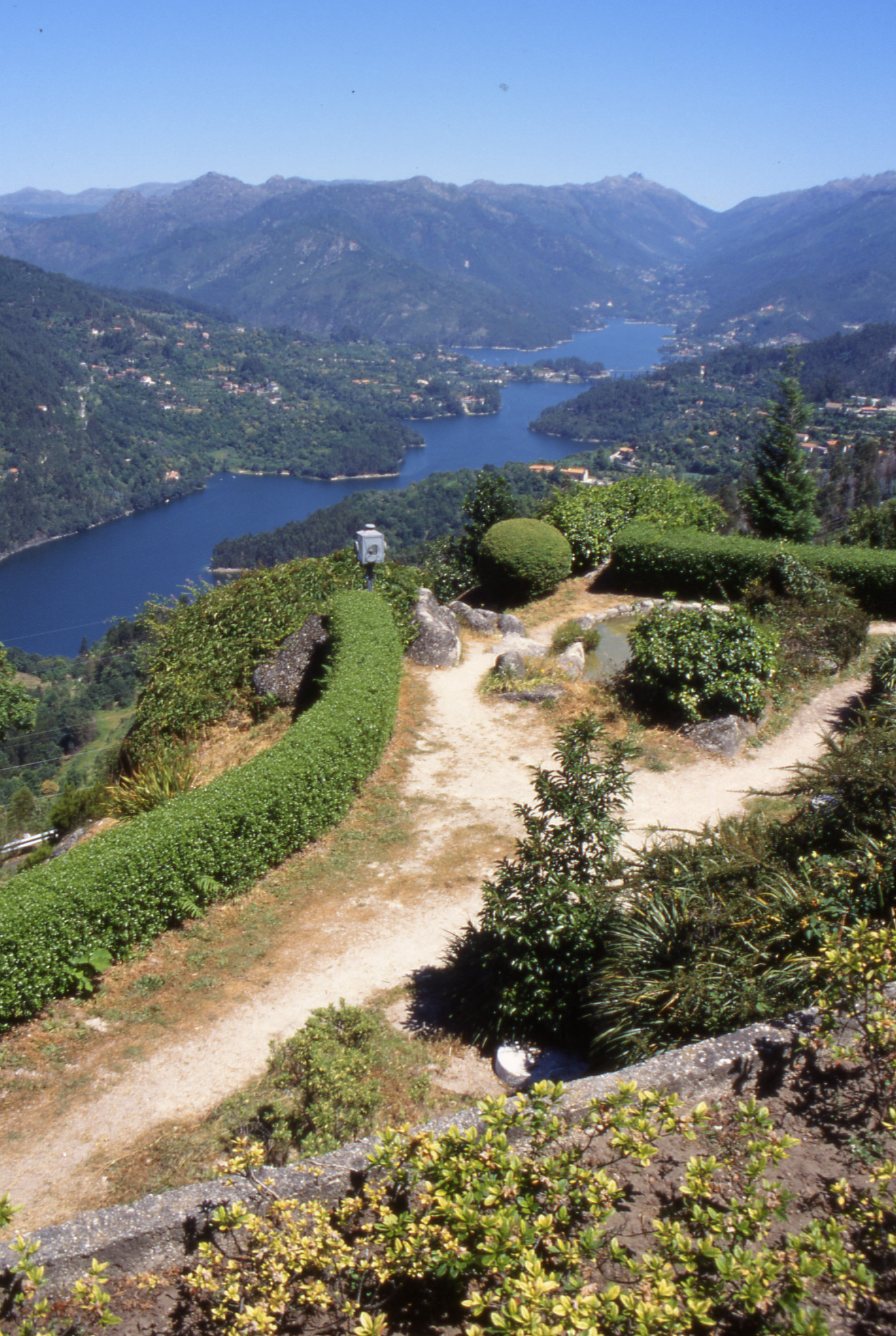
Le Cávado au-dessus du barrage de Caniçada.